# World Music Award 2006
I World Music Award 2006 (18ª edizione) si sono tenuti a Londra il 15 novembre 2006.

## Premi speciali
- Diamond Award: Michael Jackson
- For Outstanding Contribution to R&B music: Mary J. Blige

## Vincitori
I vincitori delle diverse categorie sono indicati in grassetto.

### Classical
- World's Best Selling Classical Artist: Andrea Bocelli

### DJ
- World's Best Selling DJ: Bob Sinclar
  - Finalisti: Paul Oakenfold, Fatboy Slim, Shapeshifters, Deep Dish

### Latin
- World's Best Selling Latin Artist: Shakira
  - Finalisti: Daddy Yankee, RBD, Maná, Juanes

### New
- World's Best Selling New Artist: James Blunt
  - Finalisti: Carrie Underwood, Pussycat Dolls, KT Tunstall, Gnarls Barkley

### Pop
- World's Best Selling Pop Artist: Madonna
  - Finalisti: Robbie Williams, James Blunt, Shakira, Justin Timberlake

### Pop Rock
- World's Best Selling Pop Rock Artist: Nelly Furtado
  - Finalisti: KT Tunstall, Pink, Gwen Stefani, John Mayer

### R&B
- World's Best Selling R&B Artist: Mary J. Blige
  - Finalisti: Beyoncé, Rihanna, Jamie Foxx, Chris Brown

### Rap Hip Hop
- World's Best Selling Rap Hip Hop Artist: Kanye West
  - Finalisti: Sean Paul, T.I., Busta Rhymes, Chamillionaire

### Rock
- World's Best Selling Rock Artist: Nickelback
  - Finalisti: Coldplay, Red Hot Chili Peppers, Green Day, Keane

### Premi regionali
- Best Selling Arabic Artist: Elissa
- Best Selling Barbadian Artist: Rihanna
- Best Selling British Artist:
- Best Selling Chinese Artist: Jay Chou
- Best Selling German Artist: Tokio Hotel
- Best Selling Irish Artist: Enya
- Best Selling Italian Artist: Andrea Bocelli
- Best Selling Middle Eastern Artist: Elissa
- Best Selling Russian Artist: Dima Bilan
- Best Selling U.K. Artist: James Blunt
- Best Selling U.S. Artist: Madonna